# Christian Grasmann
Christian Grasmann est un coureur cycliste allemand, né le 18 août 1988 et spécialiste de la piste.

## Palmarès sur piste

### Championnats d'Europe
- 2005
  -  Médaillé de bronze de la course derrière derny

### Championnats d'Allemagne
- 2004
  - 3e de la poursuite
- 2005
  - 3e de l'américaine
- 2006
  - 2e de la poursuite par équipes
- 2008
  - 2e de l'américaine
- 2010
  -  Champion d'Allemagne de l'américaine (avec Leif Lampater)
  - 2e de la poursuite par équipes
  - 3e de l'course aux points
- 2012
  - 2e de la poursuite par équipes
  - 2e de l'américaine
- 2013
  - 2e de la poursuite par équipes
  - 3e de la vitesse par équipes
- 2015
  -  Champion d'Allemagne de l'américaine (avec Stefan Schäfer)
- 2016
  - 3e de la course aux points
  - 3e de l'américaine

### Six jours
- Six Jours de Brême : 2016 (avec Kenny De Ketele)
- Six Jours de Rotterdam : 2017 (avec Roger Kluge)

## Palmarès sur route

### Par année
- 2010
  - Harlem Skyscraper Classic
- 2014
  - 2e du Madeira Criterium

### Classements mondiaux
| Année           | 2010 | 2011 | 2012 |
| --------------- | ---- | ---- | ---- |
| UCI Europe Tour |      |      | 871e |
| UCI Asia Tour   | 228e |      |      |